# Jacobus Latomus
Jacobus Latomus (1475-1544) (Cambron, 1475 — Lovaina, 29 de Maio de 1544) foi teólogo, pedagogo e inquisidor flamengo. Opositor de Martinho Lutero, apoiava o direito divino dos papas e a hierarquia da Igreja Católica. Foi também professor de teologia (1535) e reitor da antiga Universidade de Lovaina (1537).

## Publicações
- De trium linguarum et studii theologici ratione dialogus (Antuérpia, 1519)
Obra crítica ao Colégio Trilíngue, fundado em Lovaina por Erasmo.[1]
- Articulorum doctrinae fratris M. Lutheri per theologos Lovanienses damnatorum ratio ex sacris literis et veteribus tractatoribus (Antuérpia, 1521)
Em defesa dos teólogos de Lovaina e contra Melanchthon e os Luteranos.[1]
- De primatus pontificis adversus Lutherum (1525)
Resposta à réplica de Lutero Articulorum doctrinae fratris M. Lutheri...[1]
- De confessione secreta (Antuérpia, 1525)
Ataque a Johannes Oecolampadius e Beatus Rhenanus.[1]
- Confutationum adversus Guililmum Tindalum (1542)
Refutações a William Tyndale.[2]
- Duae epistolae, una in libellum de ecclesia, Philippo Melanchthoni adscripta; altera contra orationem factiosorum in comitiis Ratisbonensibus habitam (Antuérpia, 1544)
Tratado sobre questões doutrinais [1]
- Opera omnia (Louvain, 1550)
Suas obras completas.[1]